# Monomorium exiguum
Monomorium exiguum är en myrart som beskrevs av Auguste-Henri Forel 1894. Monomorium exiguum ingår i släktet Monomorium och familjen myror. Inga underarter finns listade i Catalogue of Life.

## Bildgalleri

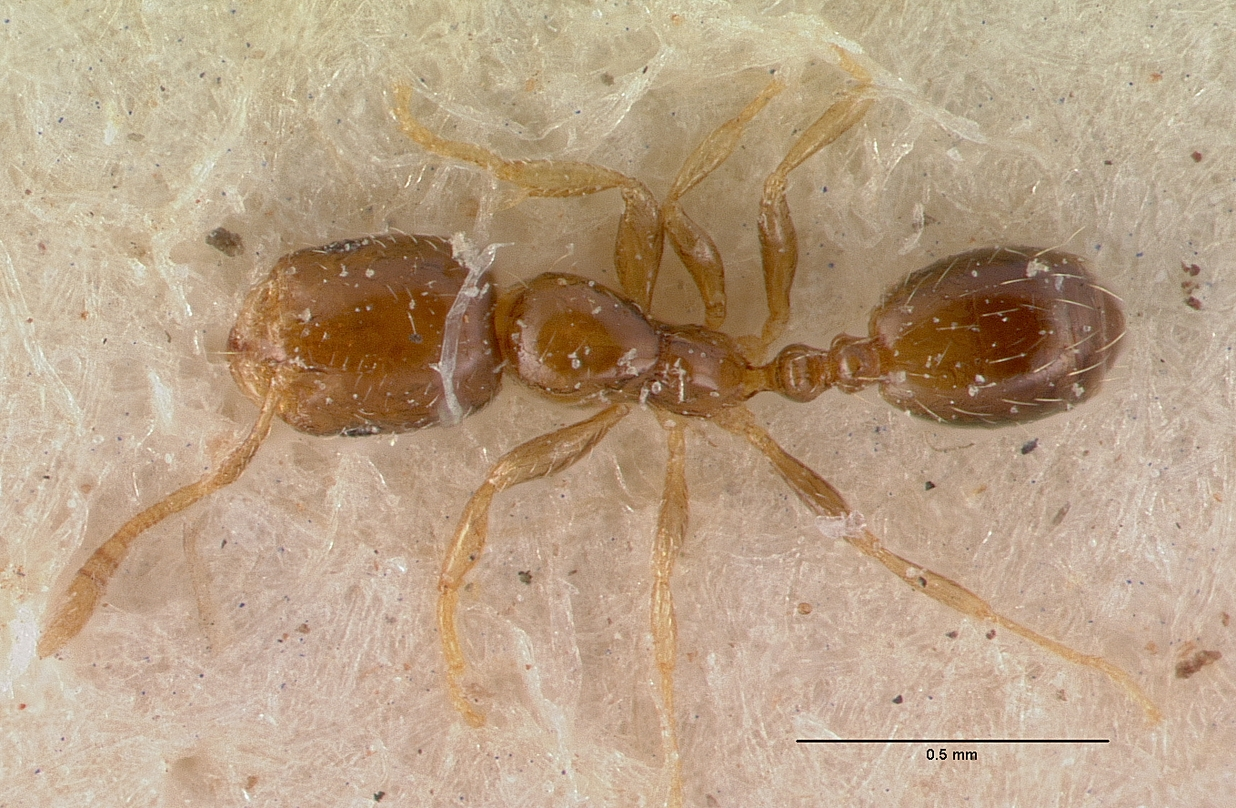
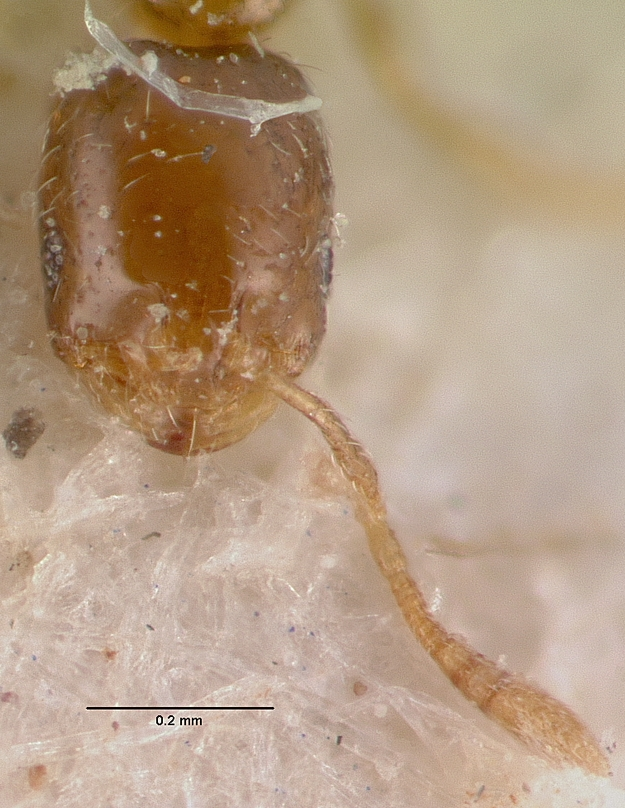
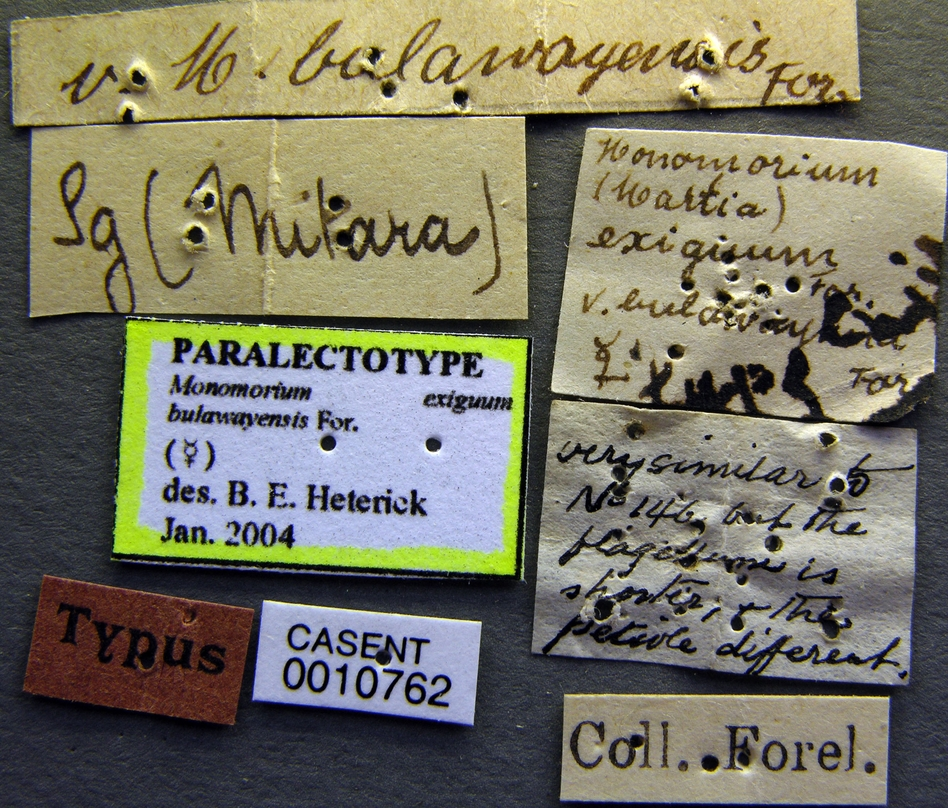
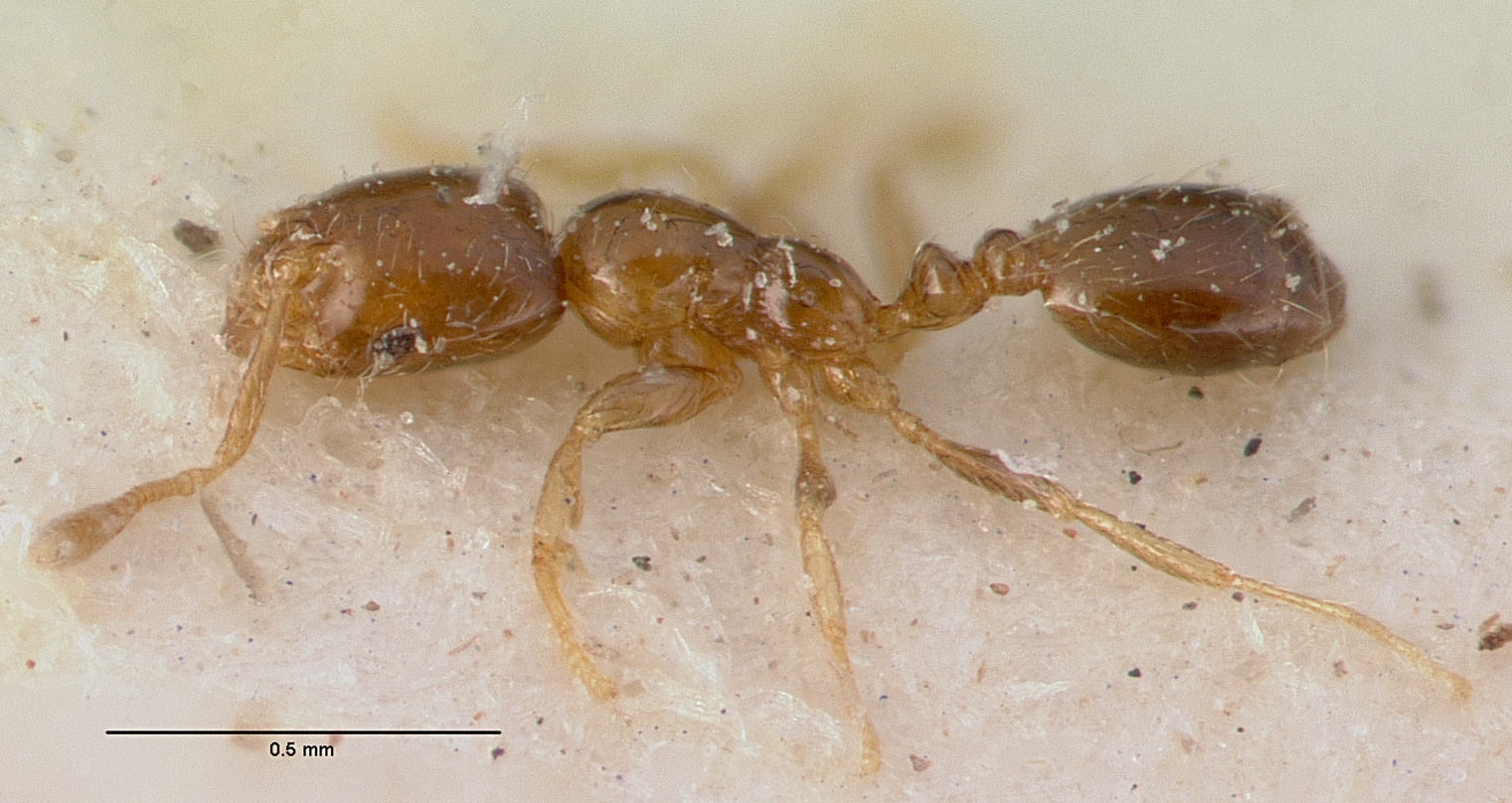
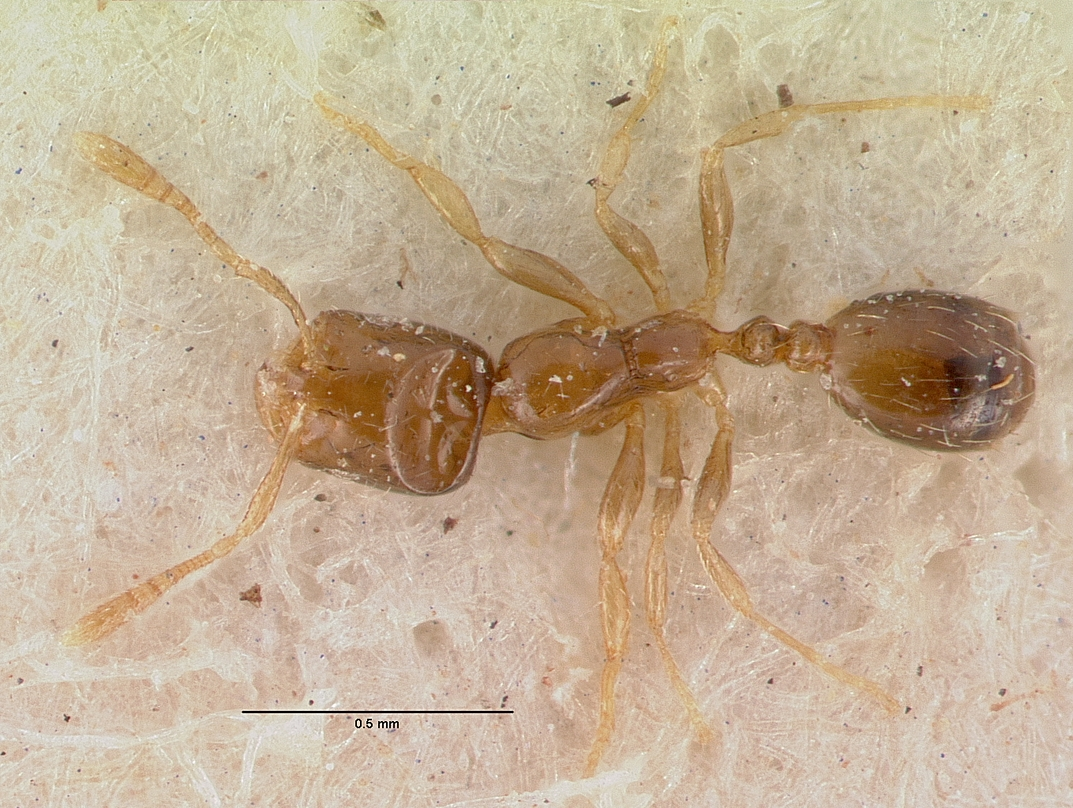
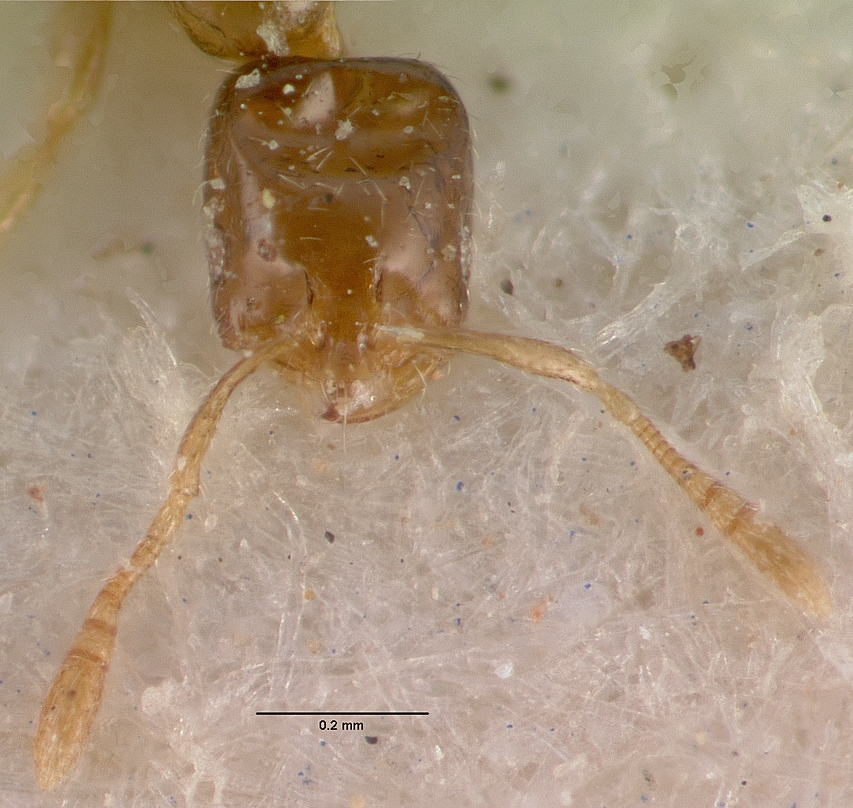